# Campaña de Fernando de Mallorca en Morea
La campaña de Fernando de Mallorca en Morea fue un conflicto militar que enfrentó a dos aspirantes al principado de Acaya entre 1314 y 1316, por un lado el Infante Fernando de Mallorca reclamando el principado por derecho de su esposa, y por el otro a Luis de Borgoña y Matilde de Henao a quienes le fue dado por su soberano el rey de Nápoles. Este conflicto formó parte de la extensa rivalidad entre los angevinos de Nápoles y los catalanes de Sicilia.
La victoria fue para Luis de Borgoña, que murió pocas semanas después lo que provocó nuevos problemas de sucesión.